# Società Sportiva Teramo Calcio 2012-2013
Questa voce raccoglie le informazioni riguardanti la Società Sportiva Teramo Calcio nelle competizioni ufficiali della stagione 2012-2013.

## Stagione
La stagione 2012-2013 del Teramo è la 1ª in Lega Pro Seconda Divisione e la 44ª complessiva nel quarto livello di calcio italiano. Il club biancorosso, inoltre, partecipa per la 1ª volta alla Coppa Italia Lega Pro.
La squadra del riconfermato allenatore Roberto Cappellacci affronta il ritiro estivo pre-stagionale in sede risiedendo presso l'Hotel Abruzzi dal 16 luglio, disputando il 25 luglio due mini-amichevoli da 45 minuti contro Sannicolese(3ª categoria) e una selezione dilettanti vincendo largamente rispettivamente 11-1 e 8-1, il 28 luglio un'amichevole contro l'Ascoli terminata 1-2 per i bianconeri, il 1º agosto un match contro l'Alba Adriatica(Eccellenza) finito 0-4 per i biancorossi, il 3 agosto un'amichevole valida per la terza edizione del Trofeo Vittoria Assicurazioni contro il Pescara(0-1 per i biancazzurri neopromossi in Serie A), l'8 agosto una gara contro la Maceratese terminata in parità 3-3, il 12 agosto un'amichevole contro il San Nicolò(Serie D) finita col punteggio di 1-1 e il 18 agosto l'ultima gara amichevole contro la primavera del Pescara con vittoria biancorossa per 3-1. Dopo una stagione altalenante il Teramo centra la qualificazione ai play-off all'ultima giornata di campionato battendo 4-1 la Salernitana arrivando a pari punti con il Poggibonsi con medesima differenza reti totale e negli scontri diretti ma con un maggior numero di gol segnati nell'intero campionato. Negli spareggi dopo aver superato l'Aprilia(1-1 all'andata in casa, 0-1 al ritorno) i biancorossi vedono sfumare la promozione nella finale contro L'Aquila(0-1 all'andata in casa, 2-1 al ritorno).

## Divise e sponsor
Confermata per il quarto anno consecutivo la partnership con l'azienda sul fotovoltaico Link Energy come main sponsor che verrà affiancato da uno sponsor secondario di maglia che sarà Italia Box. Per lo sponsor tecnico si passa alla Legea che si occuperà della fornitura di maglie e altro materiale. Per le maglie quest'anno a differenza dello scorso sono state eliminate le strisce e si è optato per la prima maglia ufficiale interamente bianca con dei fregi rossi, la seconda di colore blu con fregi biancorossi, mentre la terza interamente rossa.
| Prima divisa | Seconda divisa | Terza Divisa |

## Organigramma societario
Area direttiva
- Presidente: Luciano Campitelli
- Vice Presidente: Ercole Cimini
- Direttore Generale: Massimo D'Aprile
- Dirigenti: Fabio Mignini, Pasqualino Testa

Area organizzativa
- Segretario sportivo: Antonio Parnanzone
- Team manager: Stefano Zoila
- Magazziniere: Leo Rastelli
- Collaboratori: Benedetto Presante, Gianluca Tecce, Marco Volponi
- Responsabile Accesso Spogliatoi: Alessandro Di Giuseppe[11][12]
- Referente Sicurezza Stadio: Vincenzo Di Antonio
- Addetto all'arbitro: Ermanno Di Felice
- Fotografo Ufficiale: Vincenzo Ranalli

Area comunicazione
- Responsabile ufficio stampa: Umberto Sorgentone[13][14] (fino al 20 aprile), al suo posto Alessio Peroni[13][15]

Area marketing
- Responsabile marketing: Alessio Peroni

Area tecnica
- Direttore Sportivo: Marcello Di Giuseppe
- Allenatore: Roberto Cappellacci
- Allenatore in seconda: Michele De Feudis
- Preparatori atletici: Fabio Papiri, Fabio Del Sordo
- Preparatore dei portieri: Diego Di Bonifacio

Area sanitaria
- Medico sociale: dott. Gaetano Bonolis[16][17] (fino al 19 aprile), al suo posto Carlo D'Ugo[18]
- Massaggiatore: Piero Timoteo
- Osteopata: Antonio Misantone

## Rosa
| N. |                    | Ruolo | Calciatore              |
| -- | ------------------ | ----- | ----------------------- |
|    | Italia (bandiera)  | P     | Matteo Santi            |
|    | Italia (bandiera)  | P     | Federico Serraiocco     |
|    | Italia (bandiera)  | P     | Fabio Zuccheri          |
|    | Italia (bandiera)  | D     | Nebil Caidi             |
|    | Francia (bandiera) | D     | Stéphane Marcel Chovet  |
|    | Italia (bandiera)  | D     | Mattia De Fabritiis     |
|    | Italia (bandiera)  | D     | Manuel Ferrani          |
|    | Italia (bandiera)  | D     | Eugenio Giannetti       |
|    | Italia (bandiera)  | D     | Daniele Granata         |
|    | Italia (bandiera)  | D     | Stefano Scipioni        |
|    | Italia (bandiera)  | D     | Ivan Speranza           |
|    | Italia (bandiera)  | C     | Tommaso Roberto Coletti |
|    | Italia (bandiera)  | C     | Carmine De Stefano      |

| N. |                      | Ruolo | Calciatore                        |
| -- | -------------------- | ----- | --------------------------------- |
|    | Italia (bandiera)    | C     | Alessandro Di Paolantonio         |
|    | Italia (bandiera)    | C     | Fabio Foglia                      |
|    | Slovenia (bandiera)  | C     | Mitja Novinić                     |
|    | Italia (bandiera)    | C     | Mirco Petrella                    |
|    | Italia (bandiera)    | C     | Luca Righini                      |
|    | Italia (bandiera)    | C     | Michele Valentini (vice capitano) |
|    | Italia (bandiera)    | A     | Alex Ambrosini                    |
|    | Italia (bandiera)    | A     | Luca Bellucci                     |
|    | Italia (bandiera)    | A     | Andrea Bucchi (capitano)          |
|    | Italia (bandiera)    | A     | Ciro Iazzetta                     |
|    | Argentina (bandiera) | A     | Emiliano Olcese                   |
|    | Italia (bandiera)    | A     | Francesco Cosimo Patierno         |

## Calciomercato

### Sessione estiva(dal 1º/7 al 31/8)
| Acquisti | Acquisti                  | Acquisti | Acquisti          |
| R.       | Nome                      | da       | Modalità          |
| -------- | ------------------------- | -------- | ----------------- |
| P        | Matteo Santi              |          | svincolato        |
| P        | Federico Serraiocco       |          | svincolato        |
| P        | Fabio Zuccheri            |          | svincolato        |
| D        | Nebil Caidi               |          | svincolato        |
| D        | Stéphane Marcel Chovet    |          | svincolato        |
| D        | Mattia De Fabritiis       |          | svincolato        |
| D        | Manuel Ferrani            |          | svincolato        |
| D        | Eugenio Giannetti         | Inter    | definitivo        |
| D        | Daniele Granata           | Pescara  | compartecipazione |
| D        | Stefano Scipioni          |          | svincolato        |
| D        | Ivan Speranza             |          | svincolato        |
| C        | Tommaso Roberto Coletti   |          | svincolato        |
| C        | Carmine De Stefano        |          | svincolato        |
| C        | Alessandro Di Paolantonio |          | svincolato        |
| C        | Mitja Novinić             | Milan    | prestito          |
| C        | Mirco Petrella            | Pescara  | rinnovo prestito  |
| C        | Luca Righini              | Cesena   | prestito          |
| C        | Michele Valentini         |          | svincolato        |
| A        | Luca Bellucci             |          | svincolato        |
| A        | Andrea Bucchi             |          | svincolato        |
| A        | Ciro Iazzetta             |          | svincolato        |
| A        | Francesco Cosimo Patierno |          | svincolato        |

| Cessioni | Cessioni                     | Cessioni  | Cessioni      |
| R.       | Nome                         | a         | Modalità      |
| -------- | ---------------------------- | --------- | ------------- |
| P        | Andrea Cappa                 | Pescara   | fine prestito |
| P        | Paride Pompei                | Ascoli    | fine prestito |
| P        | Federico Serraiocco          |           | svincolato    |
| D        | T. Matias Alejandro Calabuig |           | svincolato    |
| D        | Stéphane Marcel Chovet       |           | svincolato    |
| D        | Marco Ciampi                 | Benevento | fine prestito |
| D        | Mattia De Fabritiis          |           | svincolato    |
| D        | Manuel Ferrani               |           | svincolato    |
| D        | Daniele Filipponi            |           | svincolato    |
| D        | Ivan Speranza                |           | svincolato    |
| D        | Carmine Tommaselli           | Benevento | fine prestito |
| C        | Davide Borrelli              |           | svincolato    |
| C        | Jonas Rodriguez Ekani        |           | svincolato    |
| C        | D. Cosimo Laboragine         |           | svincolato    |
| C        | Leandro Saraceno             |           | svincolato    |
| C        | Stefano Torbidone            |           | svincolato    |
| C        | Davide Traini                |           | svincolato    |
| C        | Michele Valentini            |           | svincolato    |
| C        | Fernando Vitone              |           | svincolato    |
| A        | Luis Federico Arcamone       |           | svincolato    |
| A        | Andrea Bucchi                |           | svincolato    |
| A        | Ciro Iazzetta                |           | svincolato    |
| A        | Gerardo Masini               |           | svincolato    |

### Sessione invernale(dal 3/1 al 31/1)
| Acquisti | Acquisti | Acquisti | Acquisti |
| R.       | Nome     | da       | Modalità |
| -------- | -------- | -------- | -------- |

| Cessioni | Cessioni | Cessioni | Cessioni |
| R.       | Nome     | a        | Modalità |
| -------- | -------- | -------- | -------- |

### Operazioni esterne alle sessioni
| Acquisti | Acquisti        | Acquisti | Acquisti   |
| R.       | Nome            | da       | Modalità   |
| -------- | --------------- | -------- | ---------- |
| C        | Fabio Foglia    |          | svincolato |
| A        | Alex Ambrosini  |          | svincolato |
| A        | Emiliano Olcese |          | svincolato |

| Cessioni | Cessioni      | Cessioni | Cessioni   |
| R.       | Nome          | a        | Modalità   |
| -------- | ------------- | -------- | ---------- |
| A        | Luca Bellucci |          | svincolato |

## Risultati

### Seconda Divisione

#### Girone di andata
| Arbitro: | Rocca (Vibo Valentia) |

|             |           |                   |
| Improta 44’ | Marcatori | 65’ (rig.) Bucchi |

| Teramo 9 settembre 2012, ore 15:00 CEST 2ª giornata | Teramo              | 0 – 0 referto | Gavorrano | Stadio di Piano d'Accio (1 000 spett.)\| Arbitro: \| Formato (Benevento) \| |
| Arbitro:                                            | Formato (Benevento) |               |           |                                                                             |

| Arbitro: | Ceccarelli (Rimini) |

|                                |           |              |
| Filosa 26’ Del Core 80’ (rig.) | Marcatori | 19’ Bellucci |

| Arbitro: | Capilungo (Lecce) |

|                         |           |              |
| Chovet 16’ Bellucci 54’ | Marcatori | 56’ Candiano |

| Arbitro: | Lazzeri (Arezzo) |

|  |           |              |
|  | Marcatori | 64’ Petrella |

| Arbitro: | Fanton (Lodi) |

|                           |           |               |
| Iazzetta 63’ Patierno 88’ | Marcatori | 17’ Paparusso |

| Arbitro: | Rapuano (Rimini) |

|  |           |               |
|  | Marcatori | 60’ Arrighini |

| Arbitro: | Rasia (Bassano del Grappa) |

|                                     |           |  |
| Marfisi 64’ Diakite 72’ Gomes 90+2’ | Marcatori |  |

| Arbitro: | Morreale (Roma 1) |

|  |           |                      |
|  | Marcatori | 48’, 64’ Zampaglione |

| Arbitro: | Petroni (Roma 1) |

|                                 |           |                                       |
| Rinaldi 31’ De Sousa 59’ (rig.) | Marcatori | 47’ Ferrani 76’ Speranza 90+3’ Chovet |

| Arbitro: | Vesprini (Macerata) |

|                |           |  |
| De Martino 22’ | Marcatori |  |

| Arbitro: | Cangiano (Napoli) |

|              |           |  |
| Speranza 50’ | Marcatori |  |

| Mugnano di Napoli 25 novembre 2012, ore 14:30 CEST 13ª giornata | Arzanese           | 0 – 0 referto | Teramo | Stadio Alberto Vallefuoco (300 spett.)\| Arbitro: \| Mainardi (Bergamo) \| |
| Arbitro:                                                        | Mainardi (Bergamo) |               |        |                                                                            |

| Arbitro: | Pagliardini (Arezzo) |

|             |           |              |
| Coletti 42’ | Marcatori | 68’ Esposito |

| Arbitro: | Ros (Pordenone) |

|             |           |  |
| Ciotola 75’ | Marcatori |  |

| Arbitro: | Marchesini (Legnago) |

|                                    |           |           |
| Bucchi 4’, 27’ (rig.) Patierno 42’ | Marcatori | 29’ Gaeta |

| Arbitro: | Aversano (Treviso) |

|                                     |           |            |
| Ginestra 14’, 40’ (rig.) Guazzo 22’ | Marcatori | 63’ Bucchi |

#### Girone di ritorno
| Arbitro: | Amoroso (Paola) |

|                          |           |  |
| Caidi 45’ Scipioni 90+2’ | Marcatori |  |

| Arbitro: | Ceccato (Bassano del Grappa) |

|             |           |                                       |
| Moscati 77’ | Marcatori | 4’ Ambrosini 40’ Coletti 45+1’ Bucchi |

| Arbitro: | Tardino (Milano) |

|                                     |           |  |
| Petrella 28’ Olcese 77’ Ferrani 90’ | Marcatori |  |

| Lucca 27 gennaio 2013, ore 14:30 CEST 21ª giornata | Borgo a Buggiano      | 0 – 0 referto | Teramo | Stadio Porta Elisa (150 spett.)\| Arbitro: \| Intagliata (Siracusa) \| |
| Arbitro:                                           | Intagliata (Siracusa) |               |        |                                                                        |

| Arbitro: | Bellotti (Verona) |

|                              |           |  |
| Ambrosini 15’ De Stefano 58’ | Marcatori |  |

| Arbitro: | Brasi (Seregno) |

|                        |           |            |
| Dierna 5’ Roveredo 63’ | Marcatori | 31’ Foglia |

| Arbitro: | Lacagnina (Caltanissetta) |

|            |           |            |
| Grassi 33’ | Marcatori | 82’ Bucchi |

| Arbitro: | Ceccato (Bassano del Grappa) |

|  |           |                    |
|  | Marcatori | 33’ (aut.) Coletti |

| Arbitro: | Todaro (Palermo) |

|                     |           |                |
| Khoris 90+5’ (rig.) | Marcatori | 83’ De Stefano |

| Arbitro: | Ripa (Nocera Inferiore) |

|              |           |            |
| Scipioni 54’ | Marcatori | 76’ Vitone |

| Arbitro: | Guccini (Albano Laziale) |

|                                |           |              |
| Coletti 20’ (rig.), 69’ (rig.) | Marcatori | 57’ Giordani |

| Arbitro: | Pagliardini (Arezzo) |

|            |           |                                           |
| De Luca 2’ | Marcatori | 45’ (rig.) Coletti 64’ Ferrani 74’ Bucchi |

| Arbitro: | Ferrari (Mestre) |

|  |           |                 |
|  | Marcatori | 26’ Sandomenico |

| Arbitro: | Aureliano (Bologna) |

|           |           |  |
| Bussi 64’ | Marcatori |  |

| Arbitro: | Brasi (Seregno) |

|                      |           |  |
| Bucchi 5’ Foglia 59’ | Marcatori |  |

| Arbitro: | Melidoni (Frattamaggiore) |

|                |           |                         |
| Balistreri 76’ | Marcatori | 59’ Foglia 90+2’ Bucchi |

| Arbitro: | Guccini (Albano Laziale) |

|                                                    |           |               |
| Foglia 45’ Bucchi 57’, 66’ (rig.) De Stefano 90+8’ | Marcatori | 38’ Vettraino |

#### Play-off

##### Semifinali
| Arbitro: | Pelagatti (Arezzo) |

|            |           |           |
| Foglia 58’ | Marcatori | 19’ Croce |

| Arbitro: | Bruno (Torino) |

|  |           |              |
|  | Marcatori | 82’ Iazzetta |

##### Finali
| Arbitro: | Pezzuto (Lecce) |

|  |           |               |
|  | Marcatori | 53’ Infantino |

| Arbitro: | Aureliano (Bologna) |

|                         |           |                    |
| Carcione 2’ Iannini 56’ | Marcatori | 85’ (rig.) Coletti |

### Coppa Italia Lega Pro

#### Fase eliminatoria a gironi
| Arbitro: | Morreale (Roma 1) |

|                        |           |                               |
| Ferrani 19’ Bucchi 37’ | Marcatori | 45+1’ Balistreri 86’ Barbetta |

| Arbitro: | Maresca (Napoli) |

|                                       |           |              |
| Colussi 3’ Infantino 12’ Carcione 28’ | Marcatori | 23’ Bellucci |

## Statistiche

### Statistiche di squadra
| Competizione               | Punti | In casa | In casa | In casa | In casa | In casa | In casa | In trasferta | In trasferta | In trasferta | In trasferta | In trasferta | In trasferta | Totale | Totale | Totale | Totale | Totale | Totale | DR  |
| Competizione               | Punti | G       | V       | N       | P       | Gf      | Gs      | G            | V            | N            | P            | Gf           | Gs           | G      | V      | N      | P      | Gf     | Gs     | DR  |
| -------------------------- | ----- | ------- | ------- | ------- | ------- | ------- | ------- | ------------ | ------------ | ------------ | ------------ | ------------ | ------------ | ------ | ------ | ------ | ------ | ------ | ------ | --- |
| Lega Pro Seconda Divisione | 53    | 17      | 10      | 3       | 4       | 25      | 12      | 17           | 5            | 5            | 7            | 18           | 21           | 34     | 15     | 8      | 11     | 43     | 33     | +10 |
| Play-off                   | -     | 2       | 0       | 1       | 1       | 1       | 2       | 2            | 1            | 0            | 1            | 2            | 2            | 4      | 1      | 1      | 2      | 3      | 4      | -1  |
| Coppa Italia Lega Pro      | 1     | 1       | 0       | 1       | 0       | 2       | 2       | 1            | 0            | 0            | 1            | 1            | 3            | 2      | 0      | 1      | 1      | 3      | 5      | -2  |
| Totale                     | -     | 20      | 10      | 5       | 5       | 28      | 16      | 20           | 6            | 5            | 9            | 21           | 26           | 40     | 16     | 10     | 14     | 49     | 42     | +7  |

### Statistiche dei giocatori
Tra parentesi le autoreti.
| Giocatore         | Lega Pro Seconda Divisione | Lega Pro Seconda Divisione | Lega Pro Seconda Divisione | Lega Pro Seconda Divisione | Play-off | Play-off | Play-off    | Play-off   | Coppa Italia Lega Pro | Coppa Italia Lega Pro | Coppa Italia Lega Pro | Coppa Italia Lega Pro | Totale   | Totale | Totale      | Totale     |
| Giocatore         | Presenze                   | Reti                       | Ammonizioni                | Espulsioni                 | Presenze | Reti     | Ammonizioni | Espulsioni | Presenze              | Reti                  | Ammonizioni           | Espulsioni            | Presenze | Reti   | Ammonizioni | Espulsioni |
| ----------------- | -------------------------- | -------------------------- | -------------------------- | -------------------------- | -------- | -------- | ----------- | ---------- | --------------------- | --------------------- | --------------------- | --------------------- | -------- | ------ | ----------- | ---------- |
| A. Ambrosini      | 18                         | 2                          | 4                          | 0                          | 4        | 0        | 0           | 0          | 0                     | 0                     | 0                     | 0                     | 22       | 2      | 4           | 0          |
| L. Bellucci       | 11                         | 2                          | 1                          | 0                          | 0        | 0        | 0           | 0          | 1                     | 1                     | 0                     | 0                     | 12       | 3      | 1           | 0          |
| A. Bucchi         | 14                         | 11                         | 2                          | 0                          | 1        | 0        | 0           | 0          | 1                     | 1                     | 0                     | 0                     | 16       | 12     | 2           | 0          |
| N. Caidi          | 13                         | 1                          | 4                          | 1                          | 0        | 0        | 0           | 0          | 2                     | 0                     | 1                     | 0                     | 15       | 1      | 5           | 1          |
| S. Chovet         | 24                         | 2                          | 3                          | 0                          | 1        | 0        | 0           | 0          | 1                     | 0                     | 0                     | 0                     | 26       | 2      | 3           | 0          |
| T. Coletti        | 27                         | 5 (1)                      | 11                         | 1                          | 4        | 1        | 0           | 0          | 1                     | 0                     | 0                     | 0                     | 32       | 5 (1)  | 11          | 1          |
| M. De Fabritiis   | 31                         | 0                          | 3                          | 0                          | 3        | 0        | 1           | 0          | 2                     | 0                     | 1                     | 0                     | 36       | 0      | 5           | 0          |
| C. De Stefano     | 23                         | 3                          | 2                          | 0                          | 3        | 0        | 0           | 0          | 2                     | 0                     | 0                     | 0                     | 28       | 3      | 2           | 0          |
| A. Di Paolantonio | 19                         | 0                          | 1                          | 0                          | 0        | 0        | 0           | 0          | 2                     | 0                     | 0                     | 0                     | 21       | 0      | 1           | 0          |
| M. Ferrani        | 30                         | 3                          | 8                          | 1                          | 4        | 0        | 1           | 0          | 2                     | 1                     | 0                     | 0                     | 36       | 4      | 9           | 1          |
| F. Foglia         | 24                         | 4                          | 2                          | 0                          | 4        | 1        | 0           | 0          | 0                     | 0                     | 0                     | 0                     | 28       | 5      | 2           | 0          |
| E. Giannetti      | 5                          | 0                          | 0                          | 0                          | 0        | 0        | 0           | 0          | 2                     | 0                     | 0                     | 0                     | 7        | 0      | 0           | 0          |
| D. Granata        | 1                          | 0                          | 0                          | 0                          | 0        | 0        | 0           | 0          | 1                     | 0                     | 1                     | 0                     | 2        | 0      | 1           | 0          |
| C. Iazzetta       | 13                         | 1                          | 0                          | 0                          | 4        | 1        | 1           | 0          | 0                     | 0                     | 0                     | 0                     | 17       | 2      | 1           | 0          |
| M. Novinić        | 25                         | 0                          | 5                          | 0                          | 1        | 0        | 0           | 0          | 2                     | 0                     | 0                     | 0                     | 28       | 0      | 5           | 0          |
| E. Olcese         | 18                         | 1                          | 3                          | 0                          | 4        | 0        | 0           | 0          | 0                     | 0                     | 0                     | 0                     | 22       | 1      | 3           | 0          |
| C. Patierno       | 22                         | 2                          | 3                          | 0                          | 3        | 0        | 1           | 1          | 2                     | 0                     | 1                     | 0                     | 27       | 2      | 5           | 1          |
| M. Petrella       | 24                         | 2                          | 1                          | 0                          | 4        | 0        | 1           | 0          | 0                     | 0                     | 0                     | 0                     | 28       | 2      | 2           | 0          |
| L. Righini        | 18                         | 0                          | 5                          | 0                          | 0        | 0        | 0           | 0          | 2                     | 0                     | 0                     | 0                     | 20       | 0      | 5           | 0          |
| M. Santi          | 1                          | -3                         | 1                          | 0                          | 0        | 0        | 0           | 0          | 1                     | -3                    | 0                     | 0                     | 2        | -6     | 1           | 0          |
| F. Serraiocco     | 33                         | -30                        | 0                          | 0                          | 4        | -4       | 0           | 0          | 1                     | -2                    | 0                     | 0                     | 38       | -36    | 0           | 0          |
| S. Scipioni       | 18                         | 2                          | 5                          | 0                          | 4        | 0        | 2           | 0          | 1                     | 0                     | 0                     | 0                     | 23       | 2      | 7           | 0          |
| I. Speranza       | 33                         | 2                          | 7                          | 0                          | 4        | 0        | 0           | 0          | 0                     | 0                     | 0                     | 0                     | 37       | 2      | 7           | 0          |
| M. Valentini      | 30                         | 0                          | 4                          | 0                          | 4        | 0        | 1           | 0          | 2                     | 0                     | 1                     | 0                     | 36       | 0      | 6           | 0          |
| F. Zuccheri       | 0                          | 0                          | 0                          | 0                          | 0        | 0        | 0           | 0          | 0                     | 0                     | 0                     | 0                     | 0        | 0      | 0           | 0          |